# 温福铁路
温福铁路，又称温福线，为杭深鐵路的一部分，是一条连接浙江省温州市和福建省福州市，由上海铁路局和南昌铁路局运营的双线电气化铁路干线，为“十一五”重点建设项目、福建省内首条设计速度高于 200 km/h 的铁路，以及“四纵四横”主通道沿海客运专线的重要组成部分。
温福铁路由铁道部、福建省和浙江省合资建设，于2005年8月正式开工建设，2009年7月1日正式试运行并开通货物列车，2009年9月28日正式运营和谐号动车组客运列车，目前温州与福州间最快可在1小时25分钟之内实现直达。

## 沿途站点
温福铁路全长 298.4 km，包括浙江段 69 km 和福建段 229.14 km（其中包括新建铁路段 211.04 km及福州枢纽段 18.482 km），近期最大区段货流密度1270万吨，客车35对，运营速度 250 km/h（最高试验速度曾达到 292 km/h）。
温福铁路所在区域包括低山丘陵区、山间谷地区、滨海平原区，地形复杂，桥梁和隧道占全线 78 %，其中：
- 浙江段有飞云江大桥、鳌江大桥、平阳大桥等7座特大桥。
- 福建段共有隧道52座（全长 140.5 km[5]，其中霞浦隧道 13099 m，飞鸾隧道 6718 m，鸡面山隧道 9745 m，八仙仑隧道 6713 m）、特大桥21座（总长 34.85 km）、大桥23座（总长 6.23 km）。
- 福建段的深水复杂桥包括白马河特大桥、田螺大桥、宁德特大桥、湾坞高架桥等。

| 温福铁路   |          |          |          |                           |                                |                                   |            |
| 车站名称   | 所在区域 | 所在区域 | 所在区域 | 温州南站 起计里程（公里） | 连接铁路                       | 城市轨道交通 转乘路线             | 备注       |
| 温州南站   | 浙江省   | 温州市   | 瓯海区   | 0                         | 金温新双线 金温铁路 甬台温铁路 | 温州市域铁路S1线 温州轨道交通M1线 |            |
| 瓯海站     | 浙江省   | 温州市   | 瓯海区   | -                         |                                |                                   |            |
| 瑞安北站   | 浙江省   | 温州市   | 瑞安市   | -                         |                                |                                   |            |
| 瑞安站     | 浙江省   | 温州市   | 瑞安市   | 23                        |                                |                                   |            |
| 平阳站     | 浙江省   | 温州市   | 平阳县   | 40                        |                                |                                   | 原名鳌江站 |
| 苍南站     | 浙江省   | 温州市   | 苍南县   | 57                        |                                |                                   |            |
| 福鼎站     | 福建省   | 宁德市   | 福鼎市   | 94                        |                                |                                   |            |
| 太姥山站   | 福建省   | 宁德市   | 福鼎市   | 113                       |                                |                                   |            |
| 霞浦站     | 福建省   | 宁德市   | 霞浦县   | 147                       |                                |                                   |            |
| 福安站     | 福建省   | 宁德市   | 福安市   | 179                       |                                |                                   |            |
| 宁德站     | 福建省   | 宁德市   | 蕉城区   | 206                       | 衢宁铁路                       |                                   |            |
| 罗源站     | 福建省   | 福州市   | 罗源县   | 230                       |                                |                                   |            |
| 透堡站     | 福建省   | 福州市   | 连江县   | -                         | 可门港铁路支线                 |                                   |            |
| 连江站     | 福建省   | 福州市   | 连江县   | 262                       |                                |                                   |            |
| 温福线路所 | 福建省   | 福州市   | 马尾区   | -                         | 福连铁路                       |                                   |            |
| 福州南站   | 福建省   | 福州市   | 仓山区   | 298                       | 福厦铁路 福平铁路 福厦客运专线 | 福州地铁1号线 福州地铁5号线       |            |

温福铁路北端在温州与甬台温铁路及金温铁路 相连接，中部在福安站与宁德白马港铁路支线相连接，在宁德站与衢宁铁路相连接，在透堡站与可门港铁路支线相连接，南端在温福线路所与福连铁路相连供列车通往樟林站及福州站，在福州南站与福厦铁路相连共同组成东南沿海铁路快速通道及福平铁路相连。
浙江段实行项目业主负责制，由沿海铁路浙江有限公司负责工程的建设和建成后的营运管理，计划2008年底建成，2009年上半年试运行后正式投入运营。配合铁路主线工程建设。温州市另外需承担客站站前广场和城市配套设施的建设。

## 项目投资
温福铁路初步设计批复总概算174.8亿元（人民幣、下同），浙江段约51.51亿元。福建段总投资概算126亿元。
铁道部还从德国复兴信贷银行(KfW)获得了一笔贷款，用以支付温福铁路建设的部分费用。
铁道部投资70％，省出资30％。项目业主由铁道部、浙闽两省和沿线各市县组成，铁道部投资业主为上海铁路局，浙江省投资业主为由铁道部和浙江省共同组建的“沿海铁路浙江有限责任公司”，福建省投资业主为由铁道部和福建省共同组建的“沿海铁路福建有限责任公司”。这两家公司是依照铁道部与各省人民政府出资比例建立，因此也按比例分配董事会席位
温福铁路浙江段由铁道部和浙江省共同组建沿海铁路浙江有限责任公司合资建设，总投资为48.83亿元，铁道部、浙江省按协商意见分摊资本金，资本金为总投资的50%，资本金以外的资金由沿海铁路浙江有限责任公司融资。省与市县的投资按6：4分摊，浙江省人民政府分担资本金6亿元部分，其中：浙江省为3.6亿元，温州市为2.4亿元。
温福铁路福建段由铁道部和浙江省共同组建沿海铁路福建有限责任公司合资建设，该公司负责东南沿海铁路福建段的项目策划、资金筹措、建设实施、建设实施、运营管理、债务偿还及资产保值增值。

## 建设背景
温福铁路沿线经过的地区，包括福建东部沿海及浙江东南沿海地区，属于丘陵沿海地带，陆路交通直到温福高速公路建成之前都十分不便，严重制约当地经济发展。因此在2004年福建省人民政府和浙江省人民政府就要求中央政府及铁道部修建温福铁路以改变此地区落后的交通状况。

## 路线资料
- 运营管理：中国铁路上海局集团和中国铁路南昌局集团
- 路线距离：温州南站至福州南站298.4公里
- 轨距：标准轨距（1435毫米）
- 轨道：500米长的无缝铁轨[11]
- 最大坡度：6‰
- 车站数量：15
- 双线区间：全线
- 电化区间：全线，采用220千伏双回路供电[12]
- 设计标准：I级
- 机车类型：客车采用動車組[13][14]；货车采用六轴電力機車[4]
- 信号类型：CTCS-2

## 历史
温福铁路于1990年代开始计划新建，2002年国家发展计划委员会正式批准计划，设计时速为140公里，后在2004年修订为200公里/小时。2005年正式动工兴建前改为250公里/小时。2009年7月1日，历经四年于全线铁轨完成铺设，温福铁路正式投入运营，初期仅开行货运列车。2009年9月28日，温福铁路与甬台温铁路同时开通客运服务，由和谐号电力动车组担当。

### 建设前阶段
- 1988年，宁德市提出修建温州至宁德间铁路的要求
- 1992年，宁德市受福建省浙江省两省委托开始该项目前期工作
- 1993年6月，福建省和浙江省计委召开对温福铁路项目可行性研究报告的审查会议
- 1995年，铁道部将该项目列入 “九五”地方铁路建设计划，要求地方为主建设
- 1998年，温福铁路争取作为国家级铁路项目，铁道部对此积极回应。
- 1999年，温福铁路作为“八纵八横”铁路的组成部分进入“十五”国家铁路建设计划，铁道部正式启动了该项目前期工作；
- 2000年，温福铁路作为“十五”开工项目列入国家“十五”计划；
- 2001年，国务院批准福建省铁路建设附加费征收期限延长近5年，所收的铁路建设附加费作为国家资本金缴入地方国库，专项用于温福铁路等项目建设。
- 2001年3月28日，铁道部长傅志寰、福建省长习近平、浙江省长柴松岳分别代表铁道部、浙江省人民政府、福建省人民政府三方共同签署了《合资建设温福铁路协议书》
- 2001年12月31日，铁道部、浙江省人民政府、福建省人民政府联合向国家发展计划委员会提交《新建温州至福州铁路项目建议书》，要求兴建温福铁路。
- 2002年4月，中国国际工程咨询公司受国家发展计划委员会的委托组织完成对该项目的立项评估，并向国家发展计划委员会上报了《温福铁路项目建议书评估报告》。
- 2002年8月中旬，国家发展计划委员会通过了铁道部和福建省人民政府、浙江省人民政府联合报送的《温福铁路项目建议书》及《温福铁路项目建议书评估报告》，并上报提请国务院审批
- 2002年9月18日，国务院办公会批准《温福铁路项目建议书》
- 2002年10月，铁道部与浙江省人民政府、福建省人民政府向国家发展计划委员会报送《新建温州至福州铁路可行性研究报告》
- 2002年10月15日，国家发展计划委员会批复《审批新建温州至福州铁路项目建议书的请示的通知》,初定技术标准为国铁I级、单线、时速140公里
- 2003年3月至12月，铁道部第四勘察设计院三次对温福线技术标准进行补充研究，完成补充可行性研究报告并送审
- 2004年5月，补充可行性研究完成
- 2004年8月3日至8月6日，铁道部主持对温福铁路初步设计方案进行会审，提高设计标准为全线时速220公里，双线，电力牵引，工期4年半
- 2004年10月18日，国家发展和改革委员会批复了可行性研究报告。
- 2004年10月，国务院批准《国家发改委关于审批新建温州至福州铁路可行性研究报告的请示》
- 2004年11月19日，铁道部、浙江省人民政府、福建省人民政府联合批复了温福铁路的初步设计。

### 建设阶段
- 2004年12月24日，温福铁路（福建段）试验段开工建设。
- 2004年12月26日，位于瑞安市飞云镇飞云江特大桥南岸与瑞安车站之间，全长308.75米的温福铁路试验段开工。
- 2005年6月11日，东南沿海铁路福建有限责任公司宣告成立。
- 2005年7月底，铁道部在北京组织温福铁路（浙江段）施工建设的开标会，10余家单位参与竞标，最终由中铁大桥局联合体和中铁十一局联合体中标。
- 2005年8月5日，沿海铁路浙江有限公司向中铁大桥局联合体和中铁十一局联合体发出中标通知书，确认其获得温福铁路浙江段的施工建设资格。
- 2005年8月，中下旬温福铁路（浙江段）全线开工。
- 2005年8月26日，温福铁路（福建段）全线开工。
- 2005年9月28日，飞鸾隧道开工建设。
- 2005年10月25日，八仙仑隧道开工建设。
- 2005年10月，温福铁路瑞安段工程正式开工。
- 2005年10月18日，温福铁路苍南段开工建设。
- 2005年11月10日龙凤岭隧道正式开工建设。
- 2005年11月20日山后隧道开始施工。
- 2005年11月21日，温福铁路平阳段工程开工。
- 2005年11月27日，温福铁路施工人员在霞浦县发现了一座宋代古墓。
- 2005年12月鸡面山隧道、分水关隧道开工建设。
- 2006年2月28日温福铁路连江琯头岭隧道在施工时发生机械爆炸重大事故，造成3人死亡1人受伤。
- 2006年10月，铁道部发行铁路建设债券，募集资金用于铁路项目建设和机车车辆购置等项目，铁路项目温福铁路在内。
- 2006年11月10日仙堂隧道全线贯通。
- 2006年11月，平阳站奠基。
- 2007年3月28日，该隧道贯通。
- 2007年7月26日，青岙隧道贯通。
- 2007年8月18日，位于福州马尾区康坂村与快安村之间的八仙仑隧道全线贯通，全长6.713公里，隧道采用双线无砟轨道技术为国内首次[18]。
- 2008年1月13日，霞浦隧道贯通，分水关隧道同时贯通。至此，温福铁路福建段全线隧道基本贯通、全线路基基本贯通。
- 2008年3月23日，温福铁路（福建段）绿化工程开工。
- 2008年4月9日，温福铁路（福建段）启动通信、信号、电气化、电力供电系统集成施工。
- 2008年5月3日，温福铁路（福建段）正式开始铺轨，施工单位中铁一局集团专门使用CPG500型长轨条铺轨机组。
- 2008年5月19日，温福铁路（浙江段）雅山岭隧道工程中，负责施工的中铁十局三公司职工与其雇用的民工发生劳资纠纷，最终导致刑事案件发生，有多名民工被殴致伤[19]。
- 2008年6月21日上午9时，位于温州鹿城区双屿镇牛岭村的温福铁路浙江段建设工地一座移动模架发生坍塌，压垮附近的3排民房，导致7人死亡，21人受伤[20][21]，事后温福铁路浙江段建设工地被要求停工进行检查，但是并没有改变该段铁路8月份铺轨的计划[22]。
- 2008年7月1日，温福铁路福建段上最大的客运站—宁德站动工，宁德站由铁道部和福建省人民政府、宁德市政府共同投资28785万元兴建[23]。
- 2008年7月2日，位于宁德市蕉城区的笔架山隧道实现贯通，至此温福铁路福建段正线隧道140.445公里全部实现贯通[24]。
- 2008年7月7日，中國中鐵股份有限公司发布公告宣称所屬子公司中鐵電氣化局集團有限公司聯合中標溫福铁路福建段通信、信號、牽引供電及電力供電系統集成施工總承包工程，预计2009年1月31日完工[25]。
- 2008年7月16日，位于浙江瑞安飞云江下游的飞云江特大桥主桥宣告正式合龙，此桥是国内高速铁路建设中第一个使用曲线设计，标志温福铁路浙江段的路基、桥梁、隧道等线下工程基本完工[26][27]。
- 2008年7月18日，中国铁路通信信号集团公司在南昌铁路建设工程交易中心网站发布温福铁路福建段通信、信号专业甲控物资采购招标公告[4]。
- 2008年7月27日，位于福鼎白琳镇八尺门港附近的温福铁路福建段百步溪特大桥浇筑完毕，全桥贯通[28]，至此温福铁路福建段I标7座桥梁(福鼎大桥、竹下里大桥、白琳大桥、点头特大桥、桐山溪大桥、洋里特大桥、百步溪特大桥)全部完成[29]。
- 2008年8月1日，飞鸾隧道的无碴轨道开始建设，全长6702双线米，折合单线为13404米，双向四车道电气化线路，隧道内设双侧救援通道，设计行车速度250公里/小时[30]。
- 2008年8月26日，横跨宁德市蕉城区樟湾镇田螺村、门夹头海湾和雷东村的田螺大桥顺利合龙，全桥长384.43米，主跨长160米[31]。
- 2008年9月12日，跨越福州市马尾区和仓山区的闽江特大桥顺利合龙，全桥长2690.64米[32]，该桥2006年6月开工建设，项目总投资2.86亿元，桥上铺设双线铁轨，其中在北岸桥头为上下行四线轨道[33]。
- 2008年9月17日，温福铁路宁德站配套工程开始招标[34]。
- 2008年10月9日，为了给甬台温铁路和温福铁路运送建设材料，因此动工修建一条11公里左右的轨道将温福铁路与现有的金温铁路相连[35][36]。
- 2008年11月8日，温福铁路温州段开始铺轨[37]。
- 2008年11月24日，位于福建宁德全长3126.96米的白马河特大桥合龙[38][39]，温福铁路福建段桥梁、隧道和路基全线贯通[40]。
- 2008年12月9日，福建段铺轨进入宁德境内[41]。
- 2009年2月22日，浙江段完成铺轨[10]。
- 2009年2月27日，检察院系统公布温福铁路福安段在2005年10月份拆迁民房中的贪污渎职案件[42]。
- 2009年3月8日，温福铁路福建宁德市白琳特大铁路桥完成铺轨，标志温福铁路全线铁轨铺通[43]。
- 2009年4月9日，温福铁路浙江段进行试车运行，从甬台温铁路永嘉县瓯北镇马岙村至温福铁路苍南县灵溪镇历时2小时[11][44]。
- 2009年6月15日至6月30日，中国铁道科学研究院、上海铁路局等单位对温福铁路进行货物列车联调联试和通车前的最后准备。
- 2009年7月1日，温福铁路正式开通，初期先行开通货物货车[15][16]。
- 2009年9月28日，温福铁路正式开行和谐号动车组客运列车[17]。

## 对沿线地区产生的影响
温福铁路使得温州及长三角地区通往中国南方沿海地区的交通状况将得到极大改善，预计对该地区现有的公路运输服务构成竞争，同时由于其为通过的宁德市的第一条铁路线，预计将带动宁德经济发展，而对于南端的福州市而言，温福铁路使得福州前往长三角甚至华北不再需要绕道较为难行的福建山区，因而所需时间大为缩短。